# Alphapithovirus sibericum
Espèce
Alphapithovirus sibericum est une espèce de virus géant, soit d'une taille supérieure à 0,5 micromètre, découvert en Sibérie en 2014,. Ce virus infecte les amibes du genre Amoeba. Il serait inoffensif pour les animaux dont l'humain. Par la taille, son génome est comparable à celui de certaines bactéries connues. Il renferme plus de 450 gènes, là où, à titre de comparaison, le VIH n'en contient qu'une dizaine.
Un spécimen viable de ce virus a été isolé début 2014 dans une carotte de glace vieille de 30 000 ans extraite du permafrost sibérien, en Russie.

## Description
Un spécimen de Pithovirus mesure environ 1,5 μm de longueur et 0,5 μm de diamètre, ce qui en fait le plus grand virus connu. Il est 50 % plus grand que les Pandoravirus, les plus grands virus connus antérieurement. L'espèce a une grande paroi oblongue avec une ouverture à une extrémité. En interne, sa structure ressemble à celle d'un nid d'abeilles.
Le génome de Pithovirus contient environ 467 gènes distincts, plus qu'un virus typique mais d'un ordre de grandeur inférieur à celui trouvé dans les Pandoravirus. Ainsi, son génome est sensiblement moins dense que n'importe quel autre virus connu. Deux tiers de ses protéines sont différentes de celles des autres virus. Malgré la ressemblance physique avec Pandoravirus, la séquence du génome de Pithovirus révèle qu'il est à peine lié à ce virus, mais ressemble davantage aux membres des familles Marseilleviridae, Megamimivirinae  et Iridoviridae. Ces familles contiennent toutes de grands virus icosaédriques avec des génomes d'ADN. Le génome de Pithovirus a un taux de GC de 36 %, semblable à celui des Megaviridae, à la différence du taux de 61 % observé chez les Pandoravirus.

### Réplication
Le génome viral code toutes les protéines nécessaires à la production de l'ARN messager. Ces protéines sont présentes dans les virions purifiés. Pithovirus subit donc son cycle de réplication entier dans le cytoplasme de l'hôte, comme d'autres grands virus à ADN tels que les poxvirus et les Megamimivirinae (bien que différent du Pandoravirus), plutôt que la méthode la plus typique qui consiste à s'emparer du noyau de la cellule hôte,,.

## Découverte
Pithovirus sibericum a été découvert dans un échantillon de permafrost sibérien datant de 30 000 ans par Chantal Abergel et Jean-Michel Claverie, de l'Université d'Aix-Marseille. Le virus a été découvert à 30 m sous la surface de sédiments de la fin du Pléistocène,. Il a été identifié lorsque des échantillons des berges récoltés en 2000 ont été exposés à des amibes. Les amibes ont commencé à mourir et après examens, des échantillons de virus géants ont été trouvés dans celles-ci. 
Le nom du genre Pithovirus fait référence à de grands conteneurs de stockage de la Grèce antique connus sous le nom de pithos. Les auteurs ont indiqué qu'ils ont eu l'idée de sonder des échantillons de permafrost pour rechercher de nouveaux virus après avoir lu un rapport d'expérience qui a permis de faire renaître, à partir d'un échantillon d'âge similaire, une variété archaïque de la plante Silene stenophylla deux ans plus tôt.
Bien que le virus soit inoffensif pour l'humain, sa viabilité après avoir été gelé pendant des millénaires a soulevé des inquiétudes. Les opérations de forage de la toundra ainsi que le changement climatique pourraient conduire à la libération de virus potentiellement pathogènes pour l'humain.